# Reinoud III van Brederode
Reinaud III van Brederode (Santpoort, 4 settembre 1492 – Bruxelles, 25 settembre 1556) è stato un nobile olandese.
Fu signore di Brederode, di Vianen, visconte (ereditario) di Utrecht, feudatario di Amstelveen, maestro di caccia dell'Olanda.
Fu parimenti consigliere e maestro di camera dell'imperatore Carlo V. Abitava nel castello di Batenstein.

## Biografia
Reinoud III era figlio di Walraven II van Brederode e di Margherita van Borselen; sposò Filippina van der Marck, una delle figlie del conte Roberto II de La Marck.
Nel 1531 divenne membro dell'Ordine del Toson d'oro. Reinoud governò il territorio di Vianen e di Ameide non come feudatario olandese. Così egli disciplinò la giurisprudenza e la moneta e per questo venne in conflitto con i conti olandesi, anche a causa delle sue aspirazioni sulla contea d'Olanda. Inizialmente venne condannato a morte ma successivamente fu graziato dall'imperatore.
Reinoud III van Brederode morì nel 1556 e la sua tomba si trova nella Onze Lieve Vrouw ten Hemelopneming-kerk, l'attuale chiesa riformata di Vianen. La moglie Filippina van der Mark morì l'anno successivo e fu sepolta accanto a lui.

## Discendenza
Dalla moglie Filippina ebbe un unico figlio ed erede, Enrico di Brederode; inoltre ebbe un figlio illegittimo, Lancillotto di Brederode († 1573).